# Réunioni bülbül
A réunioni bülbül (Hypsipetes borbonicus) a verébalakúak (Passeriformes) rendjébe, ezen belül a bülbülfélék (Pycnonotidae) családjába tartozó faj.

## Rendszerezése
A fajt Johann Reinhold Forster német természettudós és ornitológus írta le 1781-ben, Turdus nembe Turdus borbonicus néven. Egyes szervezetek Thomas Pennantet nevezik meg leírójaként.

## Előfordulása
Réunion szigetén honos. Természetes élőhelyei a szubtrópusi vagy trópusi síkvidéki és hegyi esőerdők, valamint másodlagos erdők. Magassági vonuló.

## Megjelenése
Testhossza 22 centiméter.

## Életmódja
Gyümölcsökkel, virágokkal, nektárral és rovarokkal táplálkozik. Júliustól februárig költ.

## Természetvédelmi helyzete
Az elterjedési területe kicsi, egyedszáma viszont enyhén növekszik. A Természetvédelmi Világszövetség Vörös listáján mérsékelten fenyegetett fajként szerepel. Természetvédelmi intézkedések hatására javul a helyzete.